# Wasserdruckprüfung
Mit der Wasserdruckprüfung nach EN 1610 können neu erstellte Abwasserkanäle auf Dichtheit geprüft werden. Die Norm ersetzt in Deutschland die im Oktober 1997 zurückgezogene DIN-Norm DIN 4033.
Bei der Wasserdruckprüfung werden alle Öffnungen des zu prüfenden Kanalabschnittes verschlossen und luftfrei mit Wasser gefüllt. Der erforderliche Prüfdruck wird mit Hilfe einer in der Kanalsohle installierten Druckmessung eingestellt und nach einer Wartezeit von üblicherweise einer Stunde, zur Wassersättigung der Rohrwand (nur bei Zementwerkstoffen), kann mit der Prüfung begonnen werden. Der Prüfdruck entspricht dem Wasserdruck, der sich durch die Wassersäule im Schacht bis zur Schachtoberkante ergibt. Er sollte mindestens 0,1 bar und maximal 0,5 bar am Rohrscheitel betragen. Der Prüfabschnitt ist dicht, wenn die innerhalb einer halben Stunde gemessene Wasserzugabe, die erforderlich ist, um den Prüfdruck zu erhalten, die festgelegten Werte nicht überschreitet:
- 0,15 l/m2 Rohrwandfläche für Rohrleitungen
- 0,20 l/m2 Rohrwandfläche für Rohrleitungen mit Schächten
- 0,40 l/m2 Rohrwandfläche für Schächte

Die wiederkehrende Dichtheitsprüfung alter Kanäle wird mit geringeren Prüfdrücken durchgeführt (um 0,05 bar). Der maximale Prüfdruck soll nicht mehr als 0,50 Meter Wassersäule betragen. Die zulässigen Wasserverluste entsprechen dem ATV-Merkblatt M143 Teil 6.
Ein Wasserdruckprüfung zur Bestimmung der Durchlässigkeit von Felsgestein ist der Lugeon-Test oder WD-Test (Wasserdruck-Test, Wasserabpressversuch).